# 국민척탄병
국민척탄병(독일어: Volksgrenadier 폴크스그레나디어[*])은 1944년 가을 제2차 세계 대전 당시 소련의 바그라티온 작전과 연합군의 노르망디 상륙 작전에 의해 중부 집단군과 제5기갑군 등의 나치 독일의 주요 전력을 잃은 후에 창설된 독일 국방군 소속의 육군 사단을 말한다.

## 배경
1944년 여름 독일군이 동부 전선과 프랑스 전선에서의 손실에 따른 전략적 비상사태와 인력부족으로 인해 연합군의 공격에 맞설 방어선 구축과 동시에 경제적으로 인력동원을 통한 보병사단의 신설이 절실해지자, 당시 보충군(독일어: Ersatzheere)의 총사령관인 하인리히 힘러가 주도하여 국민척탄병대를 창설하였다. 이 신설 사단은 일반 독일 사단 9개 대대 편성과 달리 6개 대대로 구성되어 있었는데, 사실 이 시기 대부분의 사단들은 인력 부족으로 인해 6대대 편성을 유지하던 상황이었다.
창설 당시 국민척탄병 사단은 모두 육군최고사령부에 예속되어 있었으나, 힘러가 SS제국지도자로 승급한 뒤부터는 사실상 SS 지휘부에 소속되었다. 이러한 이유로 1944년 7월 20일에 발생했던 내란에 대해 국민척탄병대는 반란 세력들의 바램과는 반대로 행동했다.
이 국민척탄병 명칭은 프로이센 왕국시절에 사용되었던 '척탄병(독일어: Greandier)'과 '국민(독일어: Volke)'의 합성어로, 이러한 작명은 당시 군부에서 국민을 강조하기 위해 붙인 접두어였다.

## 편성
다음은 국민척탄병사단의 표준 편성이다.
- 사단본부 (야전군사경찰부대 포함)
- 국민척탄병연대 (3개)

연대본부 (참모, 통신, 공병)
2개 보병대대 (각 대대는 3개 중대로 편성)
보병포중대(독일어: infanteriegeschütz-Kompanie) : 경보병포 4문, 중박격포 8문
대전차로켓중대(독일어: Panzerzerstörer-Kompanie) : 판처슈렉 발사기 72대 (18대는 예비)
- 수발총중대(독일어: Füsilierkompanie)
- 대전차대대(독일어: Panzerjäger-Abteilung)
- 포병연대

본부포대
1개 경포병대대 (3개 포대, 75mm 견인 곡사포 18문)
2개 경포병대대 (2개 포대, 대대당 105mm 견인 곡사포 12문, 전체 24문)
1개 중포병대대 (2개 포대, 150mm 고정 곡사포 12문)
- 공병대대 (2개 중대)
- 야전보충대대 (4~5개 중대)
- 의무중대
- 구급차량중대
- 사단보급대

사단행정중대
수송중대
보급중대
작업중대
- 수의중대(독일어: eterinärkompanie)
- 야전우편국

국민척탄병 부대는 일반적인 독일 보병 부대에 비해 자동소총과 자동화 무기의 비율이 월등히 높았다. 자동화 무기로는 주로 Stg 44 돌격소총이 지급되었으며, 대(對)전차무기로는 단발형인 판처파우스트가 지급되었다.
이들은 소규모의 간부들과 숙련된 병사들 및 부사관과 장교들로 구성되었으나 대부분 전력은 16세에서 60세의 시민들로 징집된 보충병들이었으며, 전력 상실로 인한 '실업자'가 된 해군이나 공군 소속의 병사들은 물론, 부상병들까지도 국가의 부름을 받았다.
급조된 만큼이나 국민척탄병대의 상황은 최악이었다. 비록 강력한 사상적 영향과 거친 훈련은 이들에 대한 신뢰성을 높여주었으나, 부족한 훈련량으로 인해 막대한 손실은 피할 수 없었다.

## 전투
국민척탄병들은 주로 동부 전선과 서부 방면에서 전투를 수행했으며, 가장 유명한 전투에는 벌지 전투가 있다. 최악의 상황에도 불구하고, 국민척탄병들은 1945년 4월, 총통 아돌프 히틀러를 위한 광신적인 의용군을 형성하여 전투에 임했다. 또한, 고도의 동기부여와 사기로 결집된 이들은, 제12 국민척탄병 사단과 같은 몇몇 사단들이 전투에서 성공적인 결과를 도출해내도록 했으며, 제국(Reich)의 적들로부터 몇달(1944년 10월 ~ 1945년 5월) 동안이나 나치 독일의 영토를 지켜내는 놀라운 군사적 성과를 보였다.

## 사단 편성
국민척탄병사단은 1933년 7월과 8월에 걸쳐 대규모로 조직되었다. 제29차(17개 사단), 제32차(25개 사단) 사단 편성이 대표적이다.
1944년 7월 20일, 독일군의 제29차(독일어: 29. Welle) 사단 편성표에 의해 17개의 사단(541~553, 558, 559, 561, 562)이 국민척탄병사단이 되었으며, 4개 사단이 각각 추가(543, 546, 550, 552)되거나 전멸 또는 해체(78, 45, 31, 6)되었다.
- 제541국민척탄병사단(독일어: 541. Volksgrenadier-Division) : 1944년 10월 9일 (사단 창설일 : 7월 10일)[2]

- 제542국민척탄병사단(542. Volksgrenadier-Division) : 1944년 10월 9일 (사단 창설일 : 7월 7일)[3]

- 제543국민척탄병사단(543. Volksgrenadier-Division) : 1944년 10월 9일 (사단 창설일 : 7월 10일)[4]

- 제544국민척탄병사단(544. Volksgrenadier-Division)
- 제545국민척탄병사단(545. Volksgrenadier-Division)
- 제546국민척탄병사단(546. Volksgrenadier-Division)
- 제547국민척탄병사단(547. Volksgrenadier-Division)
- 제548국민척탄병사단(548. Volksgrenadier-Division)
- 제549국민척탄병사단(549. Volksgrenadier-Division)
- 제550국민척탄병사단(550. Volksgrenadier-Division)
- 제551국민척탄병사단(551. Volksgrenadier-Division)
- 제552국민척탄병사단(552. Volksgrenadier-Division)
- 제553국민척탄병사단(553. Volksgrenadier-Division)
- 제558국민척탄병사단(558. Volksgrenadier-Division)
- 제559국민척탄병사단(559. Volksgrenadier-Division)
- 제561국민척탄병사단(561. Volksgrenadier-Division)
- 제552국민척탄병사단(552. Volksgrenadier-Division)
- 제543국민척탄병사단(543. Volksgrenadier-Division)
- 제546국민척탄병사단(546. Volksgrenadier-Division)
- 제550국민척탄병사단(550. Volksgrenadier-Division)
- 제552국민척탄병사단(552. Volksgrenadier-Division)

1944년 7월 20일~8월 3일 사이, 제30차 사단 편성표에 의해 6개의 사단이 국민척탄병사단으로 재편되었다. (12, 16, 19, 36, 560, 561번 부대의 개편)
1944년 8월 25일, 제32차 사단 편성표에 의해 25개의 사단(564~588)이 전환되었으며, 이에 앞서 제31차 편성표에 따라 10개의 그림자 사단(독일어: Schützendivisionen)에 예속되거나 여타 사단으로 잔존 병력이 통합 또는 해체되었다.
3개 사단(48, 211, 264)이 기존 사단으로 재편되었다.
다음은 신설된 사단 이외에 추가적으로 창설된 국민척탄병사단의 목록으로, 기존 사단(보병사단)의 단대호를 이어 받아 재편된 것이다. 왼쪽의 숫자는 창설 순서를 의미한다.
- 564. 제183국민척탄병사단(183. Volksgrenadier-Division) : 제183보병사단 잔존 병력을 기반으로 개편 (이하 같음)
- 567. 제352국민척탄병사단(352. Volksgrenadier-Division)
- 569. 제361국민척탄병사단(361. Volksgrenadier-Division)
- 570. 제337국민척탄병사단(337. Volksgrenadier-Division)
- 571. 제18국민척탄병사단(18. Volksgrenadier-Division)
- 572. 제340국민척탄병사단(340. Volksgrenadier-Division)
- 575. 제272국민척탄병사단(272. Volksgrenadier-Division)
- 577. 제47국민척탄병사단(47. Volksgrenadier-Division)
- 578. 제212국민척탄병사단(212. Volksgrenadier-Division)
- 583. 제62국민척탄병사단(62. Volksgrenadier-Division)
- 585. 제167국민척탄병사단(167. Volksgrenadier-Division)
- 586. 제79국민척탄병사단(79. Volksgrenadier-Division)
- 588. 제320국민척탄병사단(320. Volksgrenadier-Division)

1944년 이후, 기존의 국민척탄병 사단이 45개의 보병사단으로 개편되었다.

## 같이 보기
- 독일 국방군의 사단 목록